# الجزائر.
الجزائر. è il dominio di primo livello nazionale (ccTLD) internazionalizzato assegnato all'Algeria.